# Mùa thu lá bay
"Mùa thu lá bay" là tên tiếng Việt của bài hát trong bộ phim Thái Vân Phi (彩雲飛-Cai yun fei) của Đài Loan (tên tiếng Anh là The Young Ones. Phim được chuyển thể từ tiểu thuyết của Quỳnh Dao và được công chiếu vào năm 1973. Tên tiếng Trung của bài hát là: 千言万语 (thiên ngôn vạn ngữ), được dịch là "nghìn lời nói, vạn câu thề". Bài hát đã được ca sĩ Đặng Lệ Quân thể hiện rất thành công.
Riêng phần lời Việt, ca sĩ thể hiện thành công là Kim Anh  do nhạc sĩ Nam Lộc soạn lời với bút hiệu Lệ Thanh.